# Richard Thaler
Pour les articles homonymes, voir Thaler.
Richard H. Thaler, né le 12 septembre 1945 à East Orange (New Jersey), est un économiste américain, connu surtout comme théoricien de la finance comportementale. Ses recherches et publications concernent divers biais cognitifs et leurs effets économiques sous forme d'anomalies de marché.
Avec Cass Sunstein, il a coécrit le livre Nudge qui a popularisé la théorie du paternalisme libertarien. Il a collaboré notamment avec Daniel Kahneman et Robert Shiller.
En 2017, il est lauréat du prix dit Nobel d'économie pour sa contribution à l'économie comportementale.

## Biographie
Richard Thaler est diplômé de l'université Case Western Reserve (Bachelor of Arts, 1967) et de l'Université de Rochester (Master of Arts, 1970; Doctor of Philosophy, 1974).
Richard Thaler est professeur à la Chicago Booth School of Business de l'université de Chicago, et membre du National Bureau of Economic Research américain depuis 1995. De 1978 à 1995, il était professeur à l'université Cornell.
Il a aussi enseigné à la MIT Sloan School of Management et à l'université de Santa Clara, dans la Silicon Valley, et organisé une série de séminaires de finance comportementale à l'université Yale. 
Alors qu’il débutait sa carrière d’enseignant, la plupart des étudiants de son cours de microéconomie se plaignaient de sa notation jugée trop sévère. La note moyenne à l’examen était de 72 points sur 100, soit moins que la moyenne de l’établissement, même si cela ne changeait en réalité par la répartition des évaluations (même pourcentage de A, B, C, etc.). Afin de résoudre ce problème, Thaler a décidé de noter son examen sur 137 et non plus sur 100, et ce pour deux raisons.  
Cette notation donnait une notation moyenne supérieure à 90 points et nombreux étudiants dépassaient les 100 points et étaient donc très satisfaits. Il est aussi très difficile de faire de tête une division par 137, donc les étudiants ne cherchaient même pas vraiment à convertir leurs notes. L’année suivante, la moyenne de l’examen est passée à 96 sur 137 (soit 70 sur 100), soit moins que les 72 sur 100 de l’année précédente, mais aucun étudiant ne s’est plaint.  
Thaler a ainsi ajouté au programme de son cours : « les examens seront notés sur un total de 137 points, et non pas sur les 100 points habituels. Ce système de notation n’aura aucun effet sur l’évaluation obtenue dans le cours, mais il semble qu’il vous rendra plus heureux ». 
En 2015, il fait un caméo dans le film The Big Short : Le Casse du siècle d'Adam McKay pour expliquer l'illusion des séries. 
En 2017, il est lauréat du Prix de la Banque de Suède en sciences économiques en mémoire d'Alfred Nobel pour sa « compréhension de la psychologie de l'économie ».

## Publications
- Richard H. Thaler, Misbehaving. The Making of Behavioural Economics, New York, W. W. Norton & Company, London, Allen Lane, 2015[5].
- (en) Daniel Kahneman, Jack Knetsch et Richard Thaler, « Experimental Tests of the Endowment Effect and the Coase Theorem », Journal of Political Economy, vol. 98, no 6,‎ décembre 1990, p. 1325-1348 (lire en ligne, consulté le 27 février 2012)
- Cass Sunstein et Richard Thaler « Libertarian Paternalism », American Economic Review, 93 (2), p. 175-179, 2003.
- Cass Sunstein et Richard Thaler, « Libertarian paternalism is not an oxymoron », University of Chicago Law Review, 70 (4), p. 1159-1202, 2003.
- (en) Richard Thaler et Cass Sunstein, Nudge : Improving Decisions About Health, Wealth and Happiness, Penguin, 5 mars 2009, 320 p. (ISBN 978-0141040011)
  - Traduction française Nudge, la méthode douce pour inspirer la bonne décision, éditions Vuibert, 277p., 15 mars 2010